# Iglesia de Santiago Apóstol (Calzada de los Molinos)
La iglesia de Santiago es un templo ubicado en Calzada de los Molinos, en la provincia de Palencia (España).

## Contexto
Por Calzada de los Molinos pasaban dos vías romanas, de las cuales era la que unía Lacóbriga (Carrión de los Condes) con Astúrica Augusta (Astorga) sería más tarde utilizada como ruta alternativa del Camino de Santiago. La primera mención histórica de la población, en el que aparece simplemente como Calzada, es un diploma de Alfonso VIII fechado en 1176. El origen hay que buscarlo en el paso de la Ruta Jacobea por el término de Calzada de los Molinos.

## Historia
Aunque el templo actual está fechado en 1758, se evidencian restos de una estructura anterior. Aunque con mezcla de estilos, destaca el mudéjar de su torre y del artesonado de su bóveda central.

## Descripción

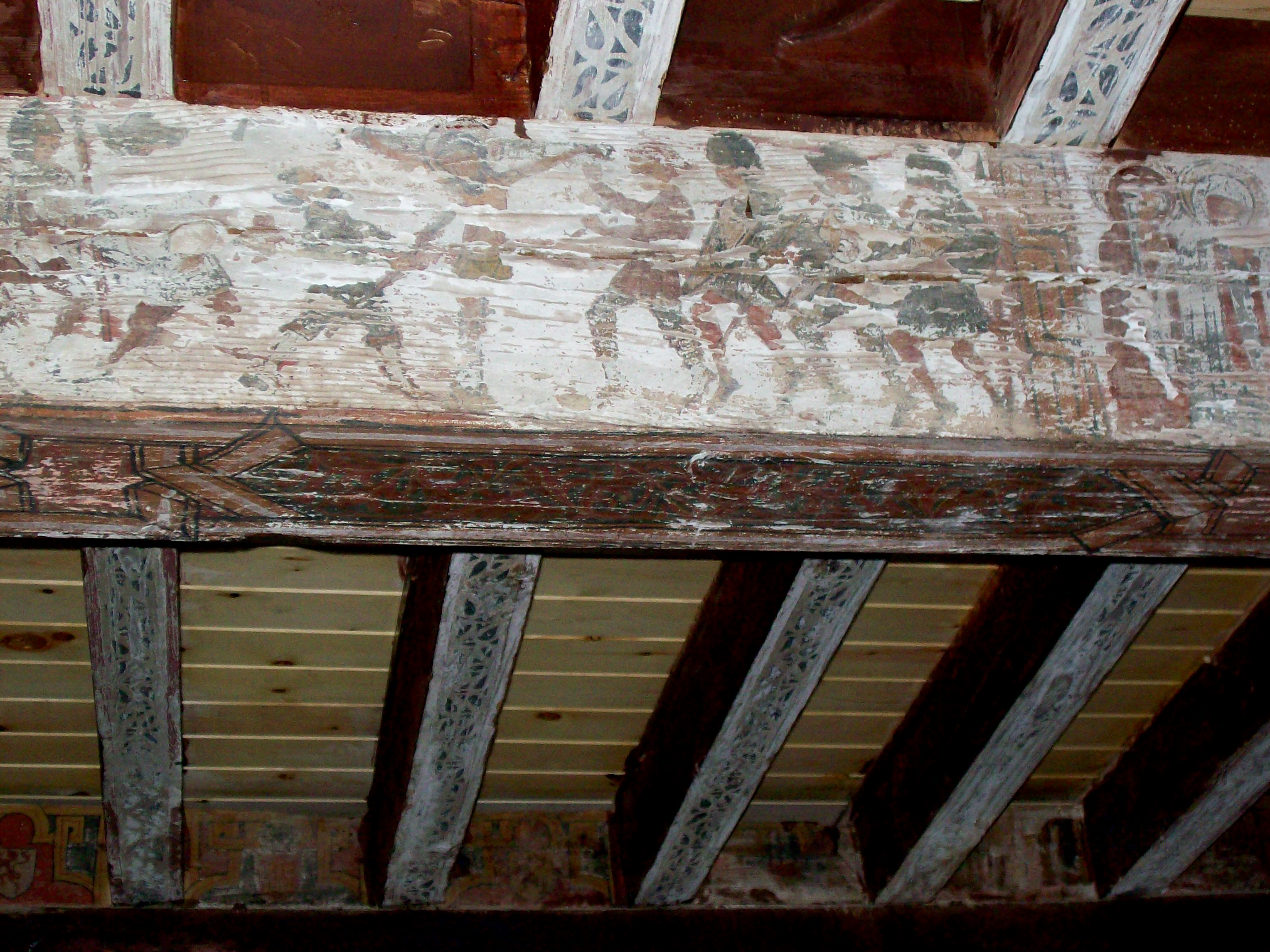
Bajocoro

El edificio presenta tres naves. Del periodo anterior al templo actual provendrían un arco de medio punto y otro apuntado a ambos lados del altar mayor y ciertos restos de pinturas, de estilo renacentista en las vigas del bajocoro, con representaciones evangélicas y heráldicas.
Destaca en esta iglesia el retablo mayor, en el que sobresale una escultura de Santiago Matamoros, con todo tipo de alegorías alusivas de la simbología que rememora la mítica batalla de Clavijo del siglo XVI. En este retablo el Apóstol se presenta con tez e indumentaria morunas. Es también notable el artesonado mudéjar de su sotocoro con pinturas alusivas a la vida de Cristo y algunos escudetes.
En el Museo Diocesano de Palencia se conserva el retablo gótico de los Santos Mártires originario de esta iglesia. En él destacan sus coloristas pinturas sobre tabla del siglo XVI.